# Естерланд

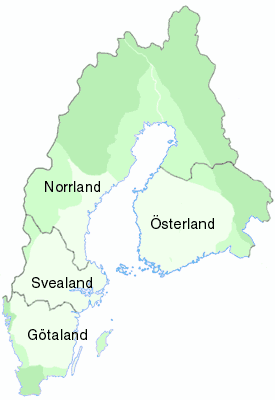
Традиційні регіони Швеції. (Різні етапи розширення заштриховані. Межі взяті з 1700 року)

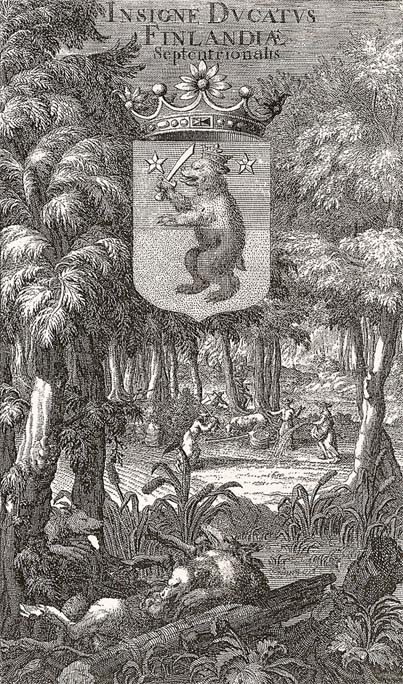
Герб Сатакунда, Швеція давня і сучасна

Естерланд (швед. Österland або швед. Österlanden) — стара назва території сучасної Південної Фінляндії, яка раніше входила до складу Шведського королівства. На півночі вона межувала з малозаселеним Норрландом.
Назва «Естерланд» поступово вийшла з ужитку вже за часів Кальмарської унії і відтоді стала майже невідомою широкому загалу. У той період терміном «Фінляндія» позначали лише південно-західну частину території — лен Або, що відповідає сучасній області Південно-Західна Фінляндія.

## Історія
У XIII столітті шведські королі почали претендувати на верховенство над територією, що нині становить Південну Фінляндію, та поступово включили її до складу Шведського королівства під впливом католицької церкви. Подробиці цього процесу залишаються маловідомими: традиційна історіографія згадує про три «хрестові походи», однак сучасні дослідники ставлять під сумнів факт їхнього проведення у формі класичних хрестових походів через відсутність перевірених згадок у джерелах того часу. Втім, вірогідно, що у цей період зі шведського боку здійснювались військові експедиції, які зрештою призвели до приєднання Південно-Західної Фінляндії до Швеції. Інкорпорація цієї території відбулася в період формування єдиної шведської монархії або трохи пізніше, і Естерланд вважався складовою частиною Шведського королівства, попри те, що представники цього краю вперше брали участь у виборах шведського короля лише 15 лютого 1362 року, коли обрано Гокона Магнуссона співправителем його батька.
У XIII столітті багато шведів переселилося до західних і південно-західних частин Естерланду. Проте немає беззаперечних археологічних або топонімічних доказів того, що давньошведська мова (так звана руношведська, найдавніша форма старошведської) вживалася за межами Аландських островів на території сучасної Фінляндії.
Фінляндія проголошена великим князівством королем Юганом III у 1581 році. Ще 1556 року, бувши принцом, він отримав частину цієї території як герцогство поряд з іншими герцогствами, наданими його братам. Ці герцогства створені Густавом Вазою, однак не мали довготривалого практичного значення. Проголошення герцогства на території Естерланду було частиною заходів щодо посилення контролю корони над дворянством. Попри це, термін «велике князівство» зберігся, і коли у 1809 році Фінляндія приєднана до Російської імперії, вона отримала статус автономного Великого князівства Фінляндського.
На відміну від провінцій на південь від Балтійського моря, Фінляндія вважалася інтегрованою частиною Швеції — «східною частиною королівства». Наприкінці XVI століття третина населення королівства проживала на території, яка згодом стала Фінляндією, однак у період шведської великодержавности ця частка знизилася до однієї десятої. Завдяки завоюванням зменшилось значення східної частини як простору для експансії — південніші, густонаселеніші та родючіші території забезпечували більші прибутки для корони та дворянства.
Фінляндія залишалася частиною Шведського королівства до Фінської війни 1808—1809 років, після якої східна частина королівства передана Росії, ставши автономним Великим князівством Фінляндським.